# Гомес Крус, Эрнесто
Эрнесто Гомес Крус (исп. Ernesto Gomez Cruz; 7 ноября 1933, Веракрус, Веракрус, Мексика — 6 апреля 2024, Мехико) — мексиканский актёр. Считался последним живущим актёром золотого века мексиканского кино.

## Биография
Родился 7 ноября 1933 года в Веракрусе. С детства любил фотографировать, мечтал стать певцом. В юности переехал вместе с родителями в Мехико, где закончил школу, а после учился в Национальном институте изящных искусств. В мексиканском кинематографе дебютировал в 1967 году, и с тех пор сыграл в 162 фильмах и телесериалах. Он побеждал в 11 из 14 номинации на различные премии, среди побед — две премии «Ариэль» в номинации «Лучший актёр» (1983, 1987) и «Серебряная раковина лучшему актёру» (1986).
Скончался 6 апреля 2024 года в Мехико.

## Фильмография
- Juan Diego (ТВ)… Juan Bernardino
- Мое очаровательное проклятье (сериал, 2017 — …) Mi adorable maldición … Padre Basilio
- Кандидатка (сериал, 2016—2017) La candidata
- Пока не встретил тебя (сериал, 2016) Hasta Que Te Conocí … Juan 'Juanito' Contreras
- Familia Gang (2014) … Alto funcionario
- Музыкант (сериал, 2014) El Mariachi
- Jirón de Niebla (2013)
- Las Armas del Alba (2013) … Gobernador giner
- Пятая заповедь (2012) El quinto mandamiento
- Так повезло (2011) Así es la suerte … Esposo de Lidia
- Цветок тины (2011) Flor de fango … Don Trini
- El maestro prodigioso (2010)
- Ад (2010) El infierno … Don José Reyes
- Из детства (2010) De la infancia … Aguacate
- Ещё один мексиканец (2009) Un mexicano más
- Путешествие Тео (2008) El viaje de Teo … Don Gus
- Кападокия (сериал, 2008 — …) Capadocia … Fernando Miranda
- Luces artificiales (2007)
- Прекрасный мир (2006) Un mundo maravilloso … Compadre Filemón
- Бандитки (2006) Bandidas … Brujo
- El baile de la iguana (2005)
- Santos peregrinos (2004) … Don Emiliano
- La luna de Antonio (2003) … короткометражка
- Тайна отца Амаро (2002) El crimen del Padre Amaro … Obispo
- Пачито Рекс — Я ухожу, но не навсегда (2001) Pachito Rex — Me voy pero no del todo
- Мексиканец (2001) The Mexican … Tropillo
- 13 Días antes de vivir (2000)
- Любовь моей жизни (видео, 1999) Amor de mis amores
- Inaudito (1999)… короткометражка
- Para matar al presidente (1999)
- Brisa de Navidad (1999)… короткометражка
- Las delicias del poder (1999)… Carmelo Barriga
- Закон Ирода (1999) La ley de Herodes … Gobernador
- Fraude en el sexenio (1998)
- Любовь всей моей жизни (сериал, 1998—2000) El amor de mi vida … Faustino Valdez
- Систола и Диастола (1997) Sistole Diastole … Papá; короткометражка
- El sexenio de la muerte (1997)… José Arturo Jiménez
- Alta tensión (1997)
- Novia mía (1996)… короткометражка
- Los vuelcos del corazón (1996)
- Una papa sin catsup (1995)
- Падшая любовь (1995) El Callejón de los Milagros … Don Ru
- La hiena humana (1995)
- Мария Хосе (сериал, 1995) María José … Serafín
- El club de los 40 millones de jodidos (1994)… короткометражка
- Адский трон (1994) El trono del infierno … El Brujo
- Una buena forma de morir (1994)
- Полёт орлицы (сериал, 1994) El vuelo del águila … Benito Juárez
- Блуждающий (1994) Vagabunda … Don Meliton
- Так мы и сделали (1994) Ya la hicimos
- La loteria (1993)
- Se equivoco la cigueña (1993)
- La sangre de un valiente (1993)… Viejo Resendez
- Odio, amor y muerte (1993)
- Su herencia era matar (1993)
- Perro rabioso III: Tras el rostro (1992)… Falcon Guardia
- Objetos perdidos (1992)… Professor Robles; короткометражка
- Rulfo aeternum (1992)
- La casa de los cuchillos (1992)
- Mister barrio (1992)
- Ночь в Росарио (1992) Nocturno a Rosario
- Высшая власть (1992) Alto poder
- Las caguamas ninja (видео, 1991)… Bote
- El amarrador (1991)
- Paty chula (1991)… короткометражка
- La mafia en Jalisco (1991)
- No salió caro con Quina el chilango (видео, 1991)
- Патрульный (1991) El patrullero … Comandante Navarro
- Latino Bar (1991)… Blind musician
- El extensionista (1991)… Nazario
- Сила любви (сериал, 1990) La fuerza del amor … Don Torino (1990)
- Сандино (1990) Sandino
- Secta satanica: El enviado del Sr. (1990)
- Chacales de la frontera (1990)
- Ángeles infernales (1989)
- José, hijo del hombre (1989)
- Me llaman violencia (1989)
- Барокко (1989) Barroco
- Моя вторая мама (сериал, 1989) Mi segunda madre … Ignacio «Nacho»
- Día de muertos (1988) … El poeta
- El rutas (1988)
- Как мы (сериал, 1987) Tal como somos
- Los confines (1987) … Juvencio Nava
- Zapata en Chinameca (1987)
- Самое важное — жизнь (1987) Lo que importa es vivir … Lázaro
- Падре Гальо (сериал, 1986) El padre Gallo … Padre Gallo (1986)
- El puente II (1986)
- El lugar del corazón (1986) … короткометражка
- El abismo (1986) … короткометражка
- Отмеченное время (сериал, 1986—1990) Hora Marcada
- Империя судьбы (1986) El imperio de la fortuna … Dionisio Pinzón
- Crónica de familia (1986) … José Ramón Urquiza
- Путешествие в рай (1985) Viaje al paraíso … Victor
- El visitante (1985) … короткометражка
- Dos pistoleros violentos (1985)
- Garabatos (1985) … короткометражка
- La revancha (1985)
- Operación marihuana (1985)
- Женщина, случаи из реальной жизни (сериал, 1985 — …) Mujer, casos de la vida real
- Historias violentas (1985)
- Arizona (1984)
- Nosotros los pelados (1984)
- Зло, творимое людьми (1984) The Evil That Men Do … Cafe Owner (в титрах: Ernesto Gomez Cruz)
- Mundo mágico (1983)
- Повстанец с севера (1983) El guerrillero del norte
- Север (1983) El Norte … Arturo
- Эрендира (1983) Eréndira … Grocer
- La víspera (1982)
- La combi asesina (1982) … Capitan de la Cruz
- La guerra es un buen negocio (1982) … Ramiro Vidal
- Cosa fácil (1982) … Gilberto Gómez
- Días de combate (1982) … Gilberto Gómez Letras
- En el país de los pies ligeros (1982)
- Los gemelos alborotados (1982)
- Pueblo de Boquilla (1981)
- Портрет замужней женщины (1981) Retrato de una mujer casada … Guillermo Rivas
- Visita al pasado (1981) … Benito Juarez
- Rastro de muerte (1981) … Torres
- Страшный ад для всех (1981) El infierno de todos tan temido
- Que viva Tepito! (1981) … Chucho; Jesús Ramírez
- La hija del odio (1979)
- En la cuerda del hambre (1979)
- Вдова Монтьель (1979) La Viuda de Montiel … Carmichael
- Пожизненное заключение (1979) Cadena perpetua … Cabo Pantoja
- Мать (1979) La madre
- El complot mongol (1978) … Licenciado
- Pasajeros en transito (1978)
- Превратности метода (1978) El recurso del método … Cholo
- Raíces de sangre (1978)
- Желания (1977) Deseos
- Бубенчик (1977) Cascabel … Chankin
- Убейте льва (1977) Maten al león … Salvador Pereira
- События на руднике Марусиа (1976) Actas de Marusia … Crisculo 'Medio Juan'
- Каноэ (1976) Canoa … Lucas García
- La venida del rey Olmos (1975)
- Tívoli (1975) … Regino
- El valle de los miserables (1975) … Comandante López
- Auandar Anapu (el que cayó del cielo) (1975) … Auándar Anapu
- Peregrina (1974)
- Смерть Панчо Вильи (1974) La muerte de Pancho Villa
- Первый шаг… женщины (1974) El primer paso… de la mujer
- Мы, бедные (сериал, 1973) Nosotros los pobres
- Те годы (1973) Aquellos años … Guillermo Prieto
- El profeta Mimi (1973) … Hermano Mackenzie
- Uno y medio contra el mundo (1973)
- Мексиканский повстанец (1973) Reed, México insurgente … Pablo Seanez
- Los cacos (1972)
- Los perturbados (1972)
- Cayó de la gloria el diablo (1972) … Chester
- Tú, yo, nosotros (1972)
- Итальянка собирается замуж (сериал, 1971) Muchacha italiana viene a casarse
- Босой орёл (1971) El águila descalza … Trabajador factoria
- Las puertas del paraíso (1971) … (в титрах: Ernesto G. Cruz)
- Sin salida (1971)
- Para servir a usted (1971)
- Siempre hay una primera vez (1971) … Hilario (segment 'Rosa')
- Генерал Марьяна (1971) La generala … Cómplice de Feliciano
- El quelite (1970) … Gavillero
- Эмилиано Сапата (1970) Emiliano Zapata
- Trampas de amor (1969) … Manicero (segment 'La sorpresa')
- Изгои (1967) Los caifanes … El Azteca

### В титрах не указан
- Tacos al carbón (1972) … Chintololo